# Sida hoepfneri
Sida hoepfneri là một loài thực vật có hoa trong họ Cẩm quỳ. Loài này được Gürke ex Schinz miêu tả khoa học đầu tiên năm 1895.